# Терихи

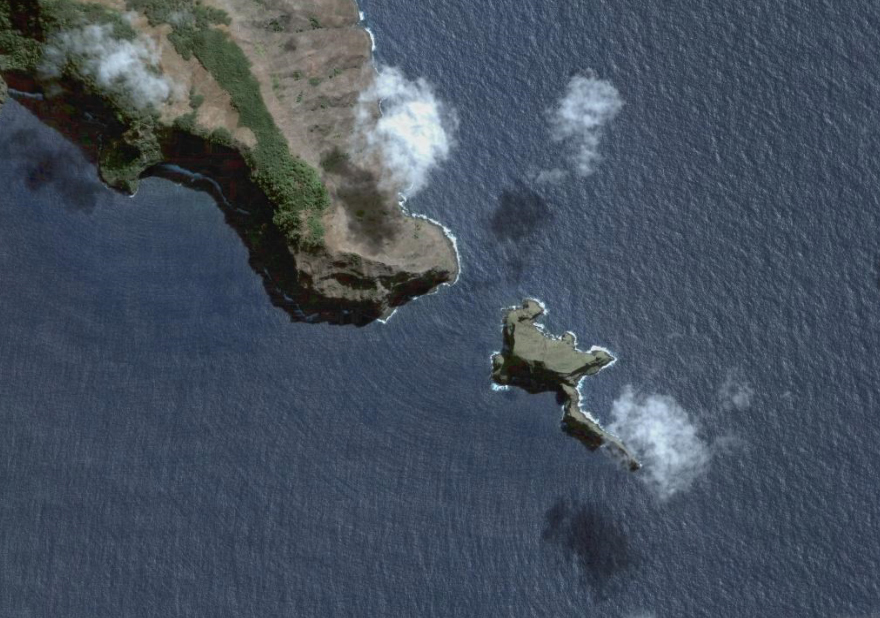
Вид на остров с высоты 5 км.

Терихи (фр. Terihi) — маленький необитаемый скалистый остров в архипелаге Маркизские острова (Французская Полинезия) приблизительно в 1 км на юг-юго-восток от острова Мохо-Тани. Административно входит в состав коммуны Хива-Оа. С 1992 года остров находится под официальной охраной, так как включён в состав заповедника Мотан.